# Şener Özbayraklı
Şener Özbayraklı (Borçka, 1990. január 23. –) török válogatott labdarúgó.

## Pályafutása

### A válogatottban
Tagja volt a 2016-os labdarúgó-Európa-bajnokságon résztvevő török válogatottnak.

## Statisztika

### A válogatottban
| Törökország |       |     |
| Év          | Mérk. | Gól |
| 2015        | 6     | 0   |
| 2016        | 6     | 0   |
| 2017        | 2     | 0   |
| 2018        | 5     | 0   |
| Összesen    | 19    | 0   |

## Fordítás
- Ez a szócikk részben vagy egészben  a(z)   Şener Özbayraklı című angol Wikipédia-szócikk fordításán alapul.  Az eredeti cikk szerkesztőit annak laptörténete sorolja fel. Ez a jelzés csupán a megfogalmazás eredetét és a szerzői jogokat jelzi, nem szolgál a cikkben szereplő információk forrásmegjelöléseként.